# 大幡村 (大分県)
大幡村（おおはたむら）は、大分県下毛郡にあった村。現在の中津市の一部にあたる。

## 地理
下毛台地上に位置していた。
- 河川：舞手川[3]

## 歴史
- 1889年（明治22年）4月1日、町村制の施行により、下毛郡大貞村、上池永村、中原村、大悟法村、加来村が合併して村制施行し、大幡村が発足[1][2]。旧村名を継承した大貞、上池永、中原、大悟法、加来の5大字を編成[2]。
- 1943年（昭和18年）8月8日、中津市に編入され廃止[1][2]。

## 産業
- 農業[3]

## 名所・旧跡
- 薦神社[3]